# Deutsche Werke

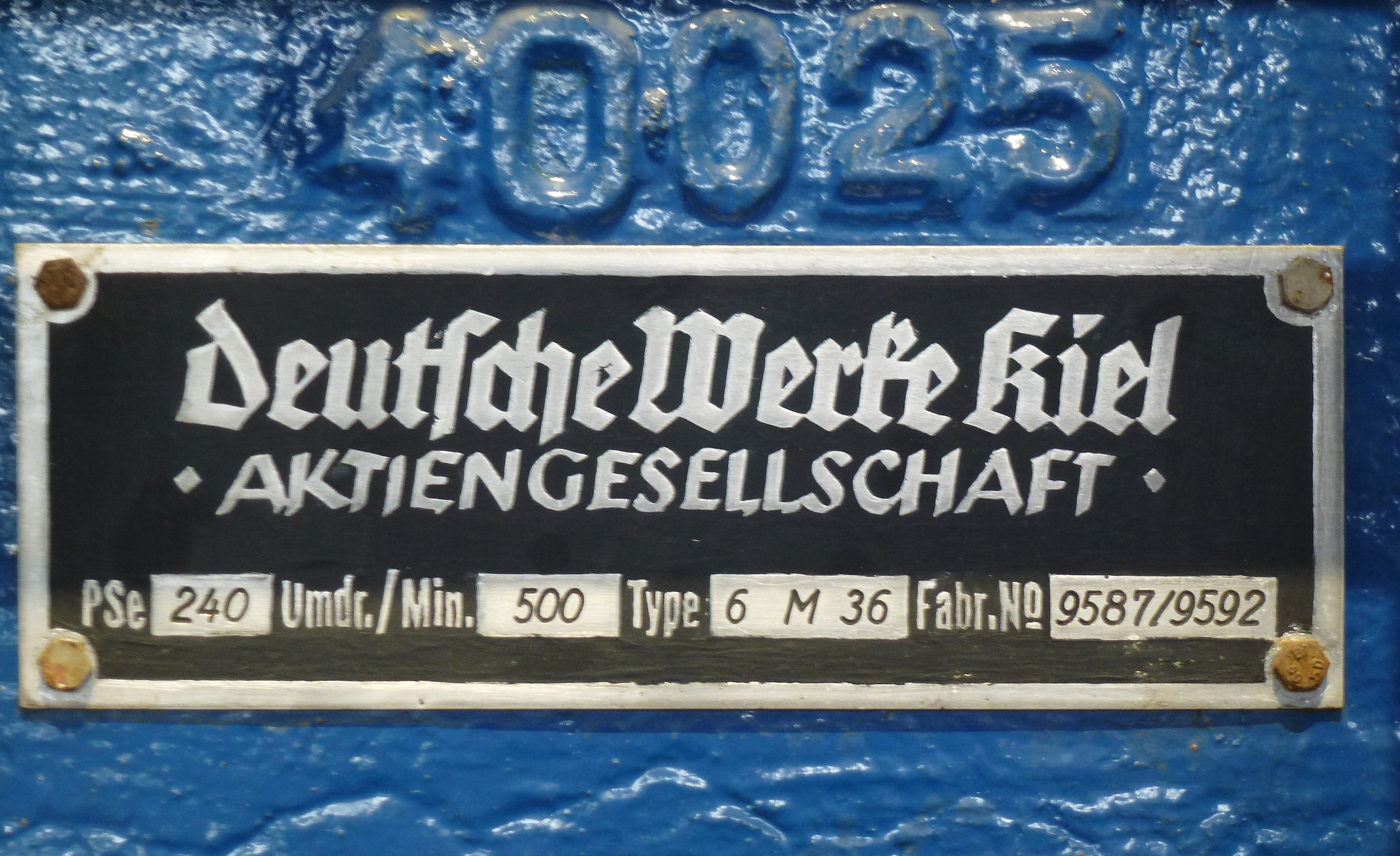
Typskylt på en skeppsdiesel, Sjöfartsmuseet i Kiel

Deutsche Werke AG var ett skeppsvarv i Kiel i Tyskland.

## Historik
Varvet skapades genom en fusion av Kaiserliche Werft Kiel med andra verkstadsföretag 1925. Det var en följd av Versaillesfördraget efter första världskriget, då bestämmelser gjorde att den tyska varvsindustrin tvingades att minska ner. Företaget ägdes av den tyska staten och hade sitt huvudkontor i Berlin, medan varvet låg i Kiel. Företaget tillverkade civila fartyg, men efter nazisternas maktövertagande 1933 började det tillverka militära fartyg igen och rusta inför andra världskriget. Deutsche Werke bombades under andra världskriget och var ett av de varv som monterades ner av segrarmakterna efter kriget. Området där Deutsche Werke låg togs över av Howaldtswerke 1955.